# Avatha ruinosa
Avatha ruinosa là một loài bướm đêm trong họ Erebidae.